# Conference League 1996-1997
La Conference League 1996-1997, conosciuta anche con il nome di GM Vauxhall Conference per motivi di sponsorizzazione, è stata la 18ª edizione del campionato inglese di calcio di quinta divisione.

## Squadre partecipanti
| Squadra                | Città           | Stagione precedente                                    |
| ---------------------- | --------------- | ------------------------------------------------------ |
| Altrincham             | Altrincham      | 12º posto in Conference League                         |
| Bath City              | Bath            | 18º posto in Conference League                         |
| Bromsgrove Rovers      | Bromsgrove      | 11º posto in Conference League                         |
| Dover Athletic         | Dover           | 20º posto in Conference League                         |
| Farnborough Town       | Farnborough     | 10º posto in Conference League                         |
| Gateshead              | Gateshead       | 5º posto in Conference League                          |
| Halifax Town           | Halifax         | 15º posto in Conference League                         |
| Hayes                  | Londra (Hayes)  | 1º posto in Isthmian League Premier Division, promosso |
| Hednesford Town        | Hednesford      | 3º posto in Conference League                          |
| Kettering Town         | Kettering       | 16º posto in Conference League                         |
| Kidderminster Harriers | Kidderminster   | 7º posto in Conference League                          |
| Macclesfield Town      | Macclesfield    | 4º posto in Conference League                          |
| Morecambe              | Morecambe       | 9º posto in Conference League                          |
| Northwich Victoria     | Northwich       | 8º posto in Conference League                          |
| Rushden & Diamonds     | Irthlingborough | 1º posto in Southern League Premier Division, promosso |
| Slough Town            | Slough          | 17º posto in Conference League                         |
| Southport              | Southport       | 6º posto in Conference League                          |
| Stalybridge Celtic     | Stalybridge     | 14º posto in Conference League                         |
| Stevenage Borough      | Stevenage       | 1º posto in Conference League                          |
| Telford United         | Telford         | 13º posto in Conference League                         |
| Welling United         | Londra (Bexley) | 19º posto in Conference League                         |
| Woking                 | Woking          | 2º posto in Conference League                          |

## Classifica finale
|  | Pos. | Squadra            | Pt | G  | V  | N  | P  | GF | GS | DR  |
|  | ---- | ------------------ | -- | -- | -- | -- | -- | -- | -- | --- |
|  | 1    | Macclesfield Town  | 90 | 42 | 27 | 9  | 6  | 80 | 30 | +50 |
|  | 2    | Kidderminster      | 85 | 42 | 26 | 7  | 9  | 84 | 42 | +42 |
|  | 3    | Stevenage          | 82 | 42 | 24 | 10 | 8  | 87 | 53 | +34 |
|  | 4    | Morecambe          | 66 | 42 | 19 | 9  | 14 | 69 | 56 | +13 |
|  | 5    | Woking             | 64 | 42 | 18 | 10 | 14 | 71 | 63 | +8  |
|  | 6    | Northwich Victoria | 63 | 42 | 17 | 12 | 13 | 61 | 54 | +7  |
|  | 7    | Farnborough Town   | 61 | 42 | 16 | 13 | 13 | 58 | 53 | +5  |
|  | 8    | Hednesford Town    | 60 | 42 | 16 | 12 | 14 | 52 | 50 | +2  |
|  | 9    | Telford Utd        | 58 | 42 | 16 | 10 | 16 | 46 | 56 | -10 |
|  | 10   | Gateshead          | 56 | 42 | 15 | 11 | 16 | 59 | 63 | -4  |
|  | 11   | Southport          | 55 | 42 | 15 | 10 | 17 | 51 | 61 | -10 |
|  | 12   | Rushden & Diamonds | 53 | 42 | 14 | 11 | 17 | 61 | 63 | -2  |
|  | 13   | Stalybridge Celtic | 52 | 42 | 14 | 10 | 18 | 53 | 58 | -5  |
|  | 14   | Kettering Town     | 51 | 42 | 14 | 9  | 19 | 53 | 62 | -9  |
|  | 15   | Hayes              | 50 | 42 | 12 | 14 | 16 | 54 | 55 | -1  |
|  | 16   | Slough Town        | 50 | 42 | 12 | 14 | 16 | 62 | 65 | -3  |
|  | 17   | Dover Athletic     | 50 | 42 | 12 | 14 | 16 | 57 | 68 | -11 |
|  | 18   | Welling Utd        | 48 | 42 | 13 | 9  | 20 | 50 | 60 | -10 |
|  | 19   | Halifax Town       | 48 | 42 | 12 | 12 | 18 | 55 | 74 | -19 |
|  | 20   | Bath City          | 47 | 42 | 12 | 11 | 19 | 53 | 80 | -27 |
|  | 21   | Bromsgrove Rovers  | 41 | 42 | 12 | 5  | 25 | 41 | 67 | -26 |
|  | 22   | Altrincham         | 39 | 42 | 9  | 12 | 21 | 49 | 73 | -24 |

Legenda:
      Promosso in Football League Third Division 1997-1998.
      Retrocesso in Northern Premier League 1997-1998.
      Retrocesso in Southern League 1997-1998.
Regolamento:
Tre punti a vittoria, uno a pareggio, zero a sconfitta.
In caso di arrivo di due o più squadre a pari punti, la graduatoria viene stilata secondo i seguenti criteri:
- differenza reti
- maggior numero di gol segnati